# Los Sims 3: ¡Quemando rueda! Accesorios
Los Sims 3: ¡Quemando Rueda! Accesorios (en inglés, The Sims 3: Fast Lane Stuff) es el segundo pack de accesorios para el videojuego Los Sims 3, en el cual se incluyen accesorios de automovíles y otros artículos. Se rumoreó que aparecerían coches de marca como Porsche y BMW, pero no fue así. Los coches están basados en coches reales, pero no son totalmente iguales. Según la página web de Electronic Arts el videojuego saldría a la venta el 9 de septiembre del 2010.